# Saint-Maurice-sur-Vingeanne
Saint-Maurice-sur-Vingeanne är en kommun i departementet Côte-d'Or i regionen Bourgogne-Franche-Comté i östra Frankrike. Kommunen ligger i kantonen Fontaine-Française som tillhör arrondissementet Dijon. År 2022 hade Saint-Maurice-sur-Vingeanne 198 invånare.

## Befolkningsutveckling
Antalet invånare i kommunen Saint-Maurice-sur-Vingeanne
Referens:INSEE